# Course Marseille-Cassis 2013
Navigation
Édition précédente Édition suivante
Le Marseille-Cassis 2013 est la 35e édition de la course Marseille-Cassis qui a eu lieu en France le 27 octobre 2013.

## Résultats

### Hommes
| Rang | Temps           | Athlète               |
| ---- | --------------- | --------------------- |
|      | 1 h 00 min 09 s | Mulle Wasihun         |
|      | 1 h 00 min 11 s | Cyprian Kotut         |
|      | 1 h 00 min 14 s | Tamirat Tola          |
| 4    | 1 h 01 min 22 s | Tesfaye Abera         |
| 5    | 1 h 02 min 03 s | Charles Barongo-Ogari |
| 6    | 1 h 02 min 16 s | Shimels Belay         |
| 7    | 1 h 02 min 34 s | Abdelhadi El-Mouaziz  |
| 8    | 1 h 02 min 44 s | Ladan Wanjiku         |
| 9    | 1 h 02 min 51 s | James Kibocha Theuri  |
| 10   | 1 h 03 min 02 s | Silas Kipruto         |
| 11   | 1 h 03 min 59 s | Dawit Wolde           |
| 12   | 1 h 06 min 18 s | Belete Assefa         |
| 13   | 1 h 07 min 15 s | Josephat Muraga       |
| 14   | 1 h 07 min 16 s | Paul Omuya            |
| 15   | 1 h 07 min 17 s | Edward Kimosop        |
| 16   | 1 h 07 min 24 s | Kais Bouziane         |
| 17   | 1 h 07 min 30 s | Vincent Boucena Badon |
| 18   | 1 h 07 min 37 s | Habib Mosbah          |
| 19   | 1 h 07 min 51 s | Mohamed Serbouti      |
| 20   | 1 h 08 min 11 s | Francky Hernould      |

### Femmes
| Rang | Temps           | Athlète            |
| ---- | --------------- | ------------------ |
|      | 1 h 10 min 03 s | Josephine Jepkoech |
|      | 1 h 10 min 05 s | Cynthia Jerotich   |
|      | 1 h 10 min 44 s | Gladys Kipsoi      |
| 4    | 1 h 13 min 48 s | Andrea Hewit       |
| 5    | 1 h 15 min 45 s | Worknesh Degefa    |